# Центр интерпретации Юкон — Беренгия
Центр интерпретации Юкон — Беренгия — научно-выставочный центр, расположенный на 1423 км (миля 886) на Аляскинской трассы в Уайтхорсе, Юкон. Центр открылся в 1997 году. В центре внимания интерпретационного центра находится история Берингии, участка суши длиной 3200 км, простирающегося от реки Колыма в Сибири до реки Маккензи в Канаде. Данная территория оставалась в плейстоцене незамерзшей из-за небольших снегопадов с следствие засушливого климата. Берингия вызывает особый интерес у археологов и палеонтологов, поскольку она сыграла решающую роль в миграциях многих животных и людей между Азией и Америкой. Термин «Берингия» был впервые введен шведским ботаником Эриком Хультеном в 1937 году.
За долгую историю Берингии некоторые животные мигрировали на восток (мастодонты, гомфотеры, мамонты, различные представители семейства оленей, бизоны, овцы и овцебыки), другие-на запад (лошади, верблюды), а третьи обнаруживают множество эпизодов переселения (например, лемминги и полевки).

## Исследования
Недавние проведенные исследования включают палеоботанику пещер Блуфиш, сред обитания сусликов (Urocitellus parryii) и кьёккенмедингов, месторождения золота Клондайка и района Олд-Кроу, которые выявили множество окаменелостей, принадлежащих млекопитающим, которые гораздо реже встречаются среди плейстоценовых ископаемых региона, включая гигантского бобра (Castor ohioensis), широкоплечего лося (Cervalces latifrons), западного верблюда — Camelops (Camelops hesternus), американского мастодонта (Mammut americanum), ятаганного кота (гомотерии) и короткомордого медведя (Arctodus simus). Радиоуглеродное датирование многих из этих образцов продолжается.
Окаменелости сиговых рыб, примерно 2-миллионолетние экземпляры Coregonus beringiaensis, образуют утес Чиджи в бассейне Блуфиш на реке Поркьюпайн близ Олд-Кроу.

## Компетенция
Мандат на деятельность центра интерпретации Юкон — Беренгия выдается Департаментом туризма и культуры правительства территории Юкон.

## Сотрудничество
Центр интерпретации Юкон — Беренгия связан с Альянсом естественных музеев естественной истории Канады  и Виртуальным музеем Канады.